# Estación de Chambésy
La estación de Chambésy es un apeadero ferroviario ubicado en la comuna de  Pregny-Chambésy, Suiza. 
Al apeadero se puede acceder desde el camino de Chambésy, que une al núcleo urbano de Chambésy con la autopista que conecta a Ginebra con Lausana. En términos ferroviarios, el apeadero se sitúa en la línea Ginebra - Lausana, que por esta zona cuenta con tres vías debido a la intensidad del tráfico ferroviario. Tiene un único andén, al que acceden una vía, en la que paran los trenes en el apeadero, que está conectada con la línea Ginebra - Lausana, y en la que paran los trenes Regio con destino Coppet, el único servicio ferroviario con el que cuenta la estación.

## Servicios Ferroviarios
En la estación sólo efectúan parada los trenes Regio que tienen con destino Coppet procedentes de Lancy-Pont-Rouge y de Ginebra:
- R Lancy-Pont-Rouge - Ginebra-Cornavin - Versoix - Coppet. Tiene una frecuencia de 30 minutos los días laborables, que asciende a una hora los fines de semana y festivos, con un amplio horario que comienza a las 5 de la mañana y finaliza pasada la medianoche.[1]